# Aditmari
Aditmari è un sottodistretto (upazila) del Bangladesh situato nel distretto di Lalmonirhat, divisione di Rangpur. Si estende su una superficie di 195,03 km² e conta una popolazione di  224.796 abitanti (censimento 2011).